# Campylocentrum tenellum
Campylocentrum tenellum är en orkidéart som beskrevs av Todzia. Campylocentrum tenellum ingår i släktet Campylocentrum och familjen orkidéer.
Artens utbredningsområde är Panamá. Inga underarter finns listade i Catalogue of Life.